# Tổng rỗng
Trong toán học, tổng rỗng là tổng khi số lượng các số hạng bằng 0. Theo quy ước, giá trị của tổng rỗng bất kỳ của các số là đơn vị cộng, số không.
Cho chuỗi số có các phần tử a1, a2, a3,... và 
{\displaystyle s_{m}=\sum _{i=1}^{m}a_{i}=a_{1}+\ldots +a_{m}}
là tổng m phần tử đầu tiên của chuỗi. Ta có
{\displaystyle s_{m}=a_{m}+s_{m-1}}
với mọi m = 1,2,... với điều kiện là quy ước sau: {\displaystyle s_{1}=a_{1}} và {\displaystyle s_{0}=0}. Nói cách khác,  "tổng" {\displaystyle s_{1}} với một số hạng có giá trị là số hạng đó, trong khi đó "tổng" {\displaystyle s_{0}} không có số hạng nào có giá trị 0. Điều đó cho phép giảm số trường hợp cần xem xét trong nhiều công thức toán học mà có sự hiện diện của "tổng" của 1 hoặc 0 phần tử. Các "tổng" như vậy là điểm khởi đầu tự nhiên trong Quy nạp toán học cũng như trong các thuật toán. Vì những lý do này mà "quy ước tổng rỗng bằng 0" là chuẩn trong toán học và lập trình máy tính. Với cùng lý do, tích rỗng bằng 1, phần tử đơn vị trong phép nhân.
Đối với phép cộng được định nghĩa bằng cách cộng giá trị hơn là các con số (như là cộng các vector, ma trận, đa thức), nói chung các giá trị nằm trong nhóm giao hoán cho trước, giá trị của tổng rỗng chính là phần tử zero của nhóm đó.

## Sự cần thiết của định nghĩa tổng rỗng
Khái niệm tổng rỗng là cần thiết với cùng một lý do cho sự hữu ích của số không và của tập rỗng: trong khi các khái niệm trên  không hấp dẫn cho lắm nhưng sự tồn tại của chúng cho phép trình bày toán học ngắn gọn hơn trong nhiều lĩnh vực.

### Ví dụ: Kết hợp tuyến tính rỗng
Trong đại số tuyến tính, cơ sở của một không gian vector V là tập con độc lập tuyến tính B sao cho mỗi phần tử của V kết hợp tuyến tính với B. Do quy ước tổng rỗng tồn tại, không gian vector 0-chiều V={0} có một cơ sở là tập hợp rỗng.